# Mira típusú változócsillag

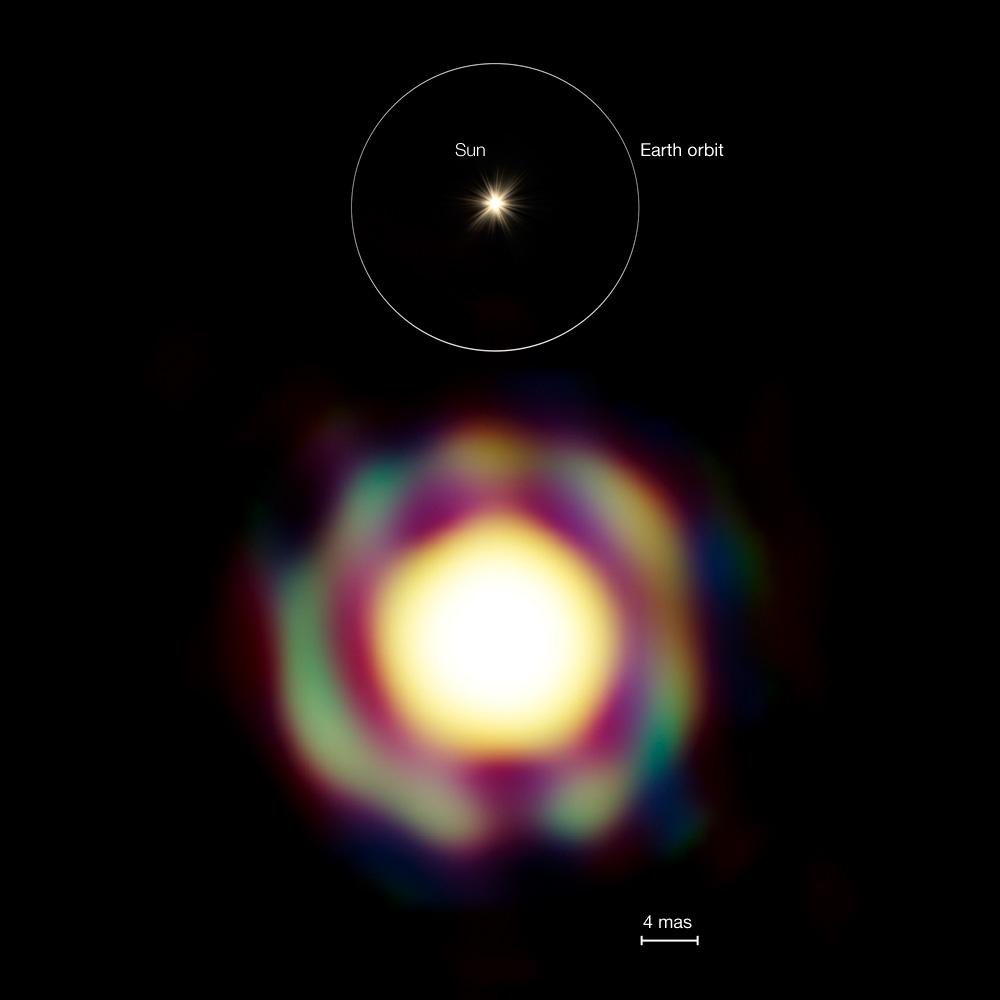
A T Leporis Mira típusú változó: a csillag korongja körül látható a később planetáris ködként ledobott gázburok.

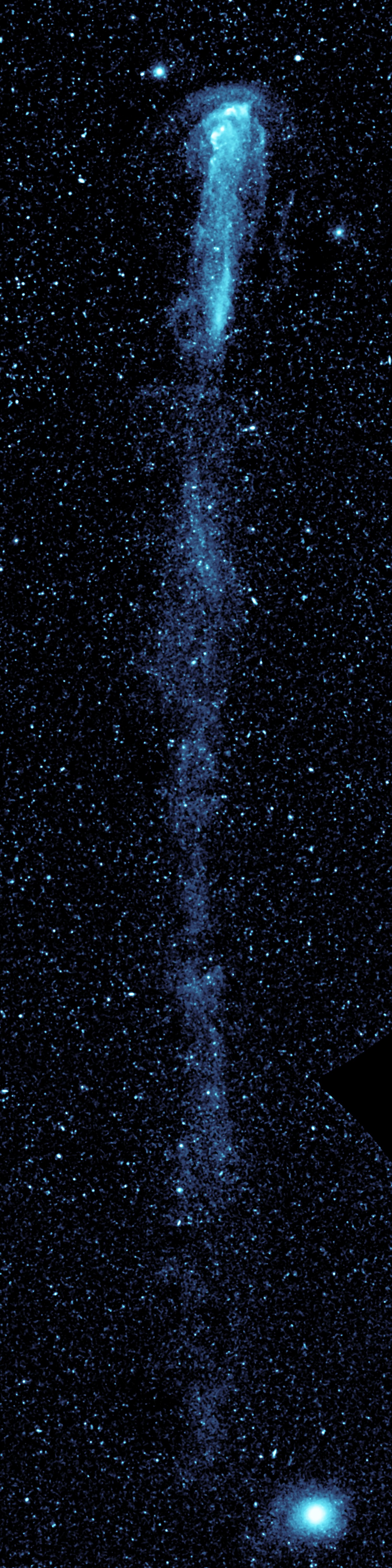
A Mira csóvája ultraibolya fényben

A mira változócsillagok pulzáló változócsillagok, melyek pulzációs ideje rendkívül hosszú (100 nap feletti). Fényességváltozásuk amplitúdója 1 magnitúdó feletti. Meglehetősen változatos csoport periódusidő, amplitúdó, tömeg és kémiai összetétel szempontjából is. Legismertebb képviselőjük a Mira Ceti.

## A Mira típusú csillagok jellemzői
Nagyon hideg vörös szuperóriások az aszimptotikus óriáságon, melyek életük legvégén járnak. Tömegük 1-2 Nap-tömeg, a sugaruk viszont több százszorosa a Napénak. Pár millió éven belül planetáris ködként dobják le külső rétegeiket, ők maguk pedig fehér törpévé válnak.

## A névadó csillag
A Mira kettőscsillag, komponensei a vörös óriás Mira A és a Mira B. A Földtől való távolsága bizonytalan. A Hipparcos űrtávcső előtti becslések körülbelül 220 fényévet  jelölnek meg, míg a Hipparcos 418 fényévben határozza meg a Mira távolságát, de 14%-os hibahatárral. A periódusa 333 nap. Mintegy 13 fényév hosszú csóvát húz maga után. Több milliárdszor annyi gázt és port bocsát ki, mint eddigi élete során. A nevét (csodálatos, megdöbbentő) Johannes Heveliustól kapta 1662-ben.

## Fordítás
- Ez a szócikk részben vagy egészben  a   Mira című angol Wikipédia-szócikk fordításán alapul.  Az eredeti cikk szerkesztőit annak laptörténete sorolja fel. Ez a jelzés csupán a megfogalmazás eredetét és a szerzői jogokat jelzi, nem szolgál a cikkben szereplő információk forrásmegjelöléseként.